# 圣让德韦达斯
圣让德韦达斯（法語：Saint-Jean-de-Védas，法語發音：[sɛ̃ ʒɑ̃ də vedas]），法国南部城市，奥克西塔尼大区埃罗省的一个市镇，隶属于蒙彼利埃区，其市镇面积为12.9平方公里，2022年1月1日时人口数量为13,300人，在法国城市中排名第952位。
圣让德韦达斯位于埃罗省东部，省会蒙彼利埃市区西南，是蒙彼利埃的一个近郊卫星城。

## 地名来源
“韦达斯”一名来源于当地历史上的一名领主“Védatio”。

## 历史
圣让德韦达斯历史上长期为一处普通农业村落，法国大革命后，圣让德韦达斯与相邻的集镇“泰拉勒”（Terral）合并，成为埃罗省的一个市镇。工业革命期间，途径圣让德韦达斯的波朗－蒙彼利埃铁路建成通车。两次世纪大战期间，圣让德韦达斯均遭到一定程度的破坏。二战后，圣让德韦达斯被开发成为蒙彼利埃的一个卫星城，当地出现了大批现代居民区。铁路线于1970年关闭，圣让德韦达斯和蒙彼利埃之间的路段于2006年改为蒙彼利埃有轨电车2号线。

## 地理

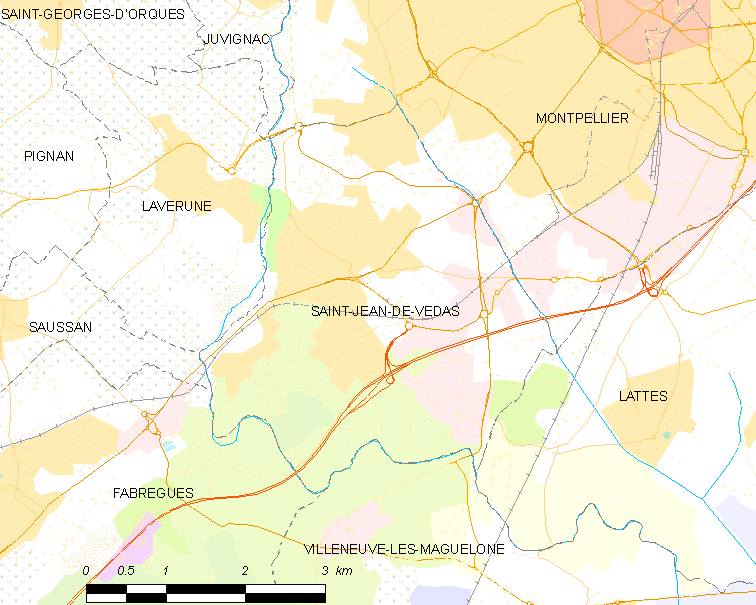
圣让德韦达斯市镇范围地图

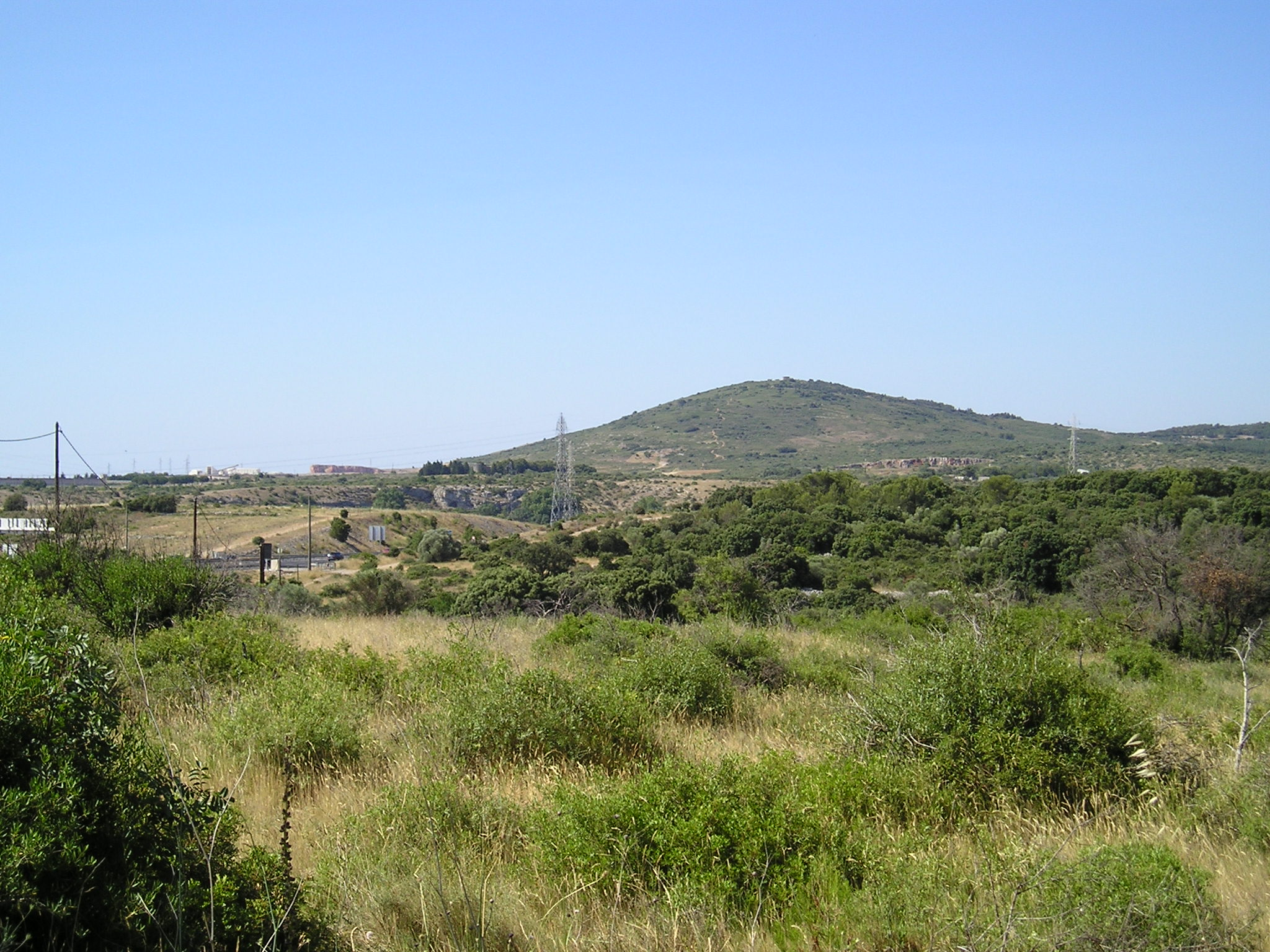
圣让德韦达斯附近的自然景观

圣让德韦达斯位于法国南部，奥克西塔尼大区东南部和埃罗省东部，距离省会蒙彼利埃市中心大约6公里。与圣让德韦达斯接壤的市镇包括：蒙彼利埃、法布雷格、瑞维尼亚克、拉特、拉韦吕讷、索桑、马格洛讷新城。

### 地形
圣让德韦达斯位于朗格多克地中海平原腹地，属于法国中央高原的山前冲积带，市镇中心地势较为平坦，全境海拔在4到65米之间。

### 水文
莫松河自北向南流经圣让德韦达斯西部和南部边境，该河独立注入地中海。

### 植被
圣让德韦达斯属于亚热带常绿硬叶林区，市区内的主要绿地公园包括拉佩里耶尔公园（Parc de la Peyrière）、泰拉勒公园（Parc du Terral）等，均常年免费向公众开放。
在鲜花城市的评比中，圣让德韦达斯暂未被评级。

### 气候
圣让德韦达斯在柯本气候分类法中属于地中海气候。

## 行政区划
圣让德韦达斯是法国奥克西塔尼大区埃罗省的一个市镇，编号为34270。圣让德韦达斯隶属于蒙彼利埃区，隶属于埃罗省第一选区，管理拉特县，同时也是圣让德韦达斯城市圈公共社区的办公驻地。
法国国家统计与经济研究所（简称）在进行数据统计时，将圣让德韦达斯及周边另外21个市镇设为蒙彼利埃城市核心区，并将包括核心区在内的附近共116个市镇划为蒙彼利埃城市区。自2020年起，蒙彼利埃城市区被包含161个市镇的蒙彼利埃城市辐射区代替。此外，还将圣让德韦达斯市镇分为了4个“块区”（IRIS），以便于统计人口分布情况。

## 交通

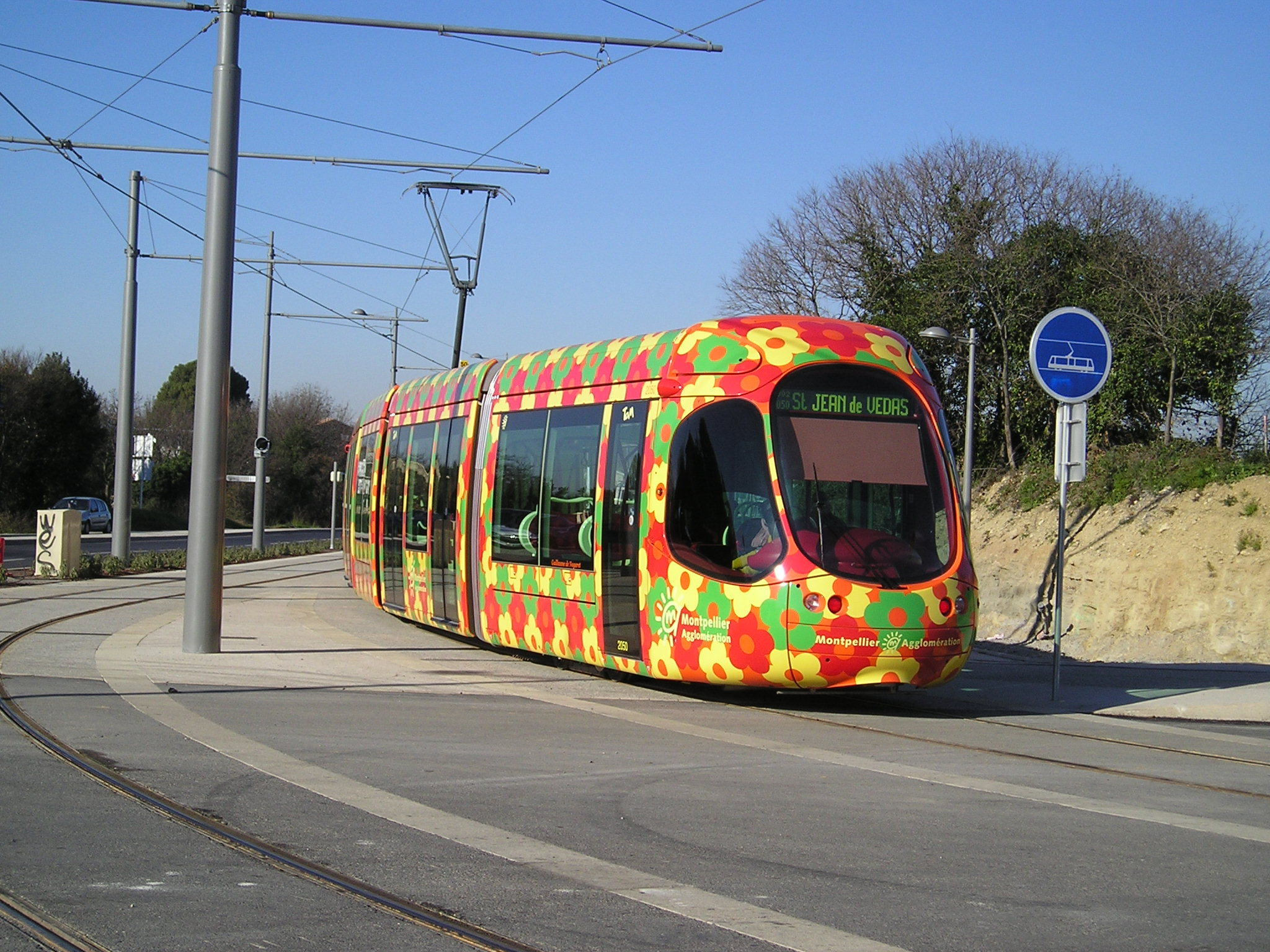
蒙彼利埃有轨电车2号线

### 公路
多条埃罗省省道在圣让德韦达斯境内交汇，奥克西塔尼大区下属的城际客运提供巴士线路，可前往周边部分市镇。
2017年，83%的圣让德韦达斯家庭拥有至少一辆私人汽车。2019年，圣让德韦达斯境内共发生各类交通事故11起，造成1人遇难，19人受伤。

### 铁路
距离圣让德韦达斯最近的铁路车站为蒙彼利埃圣罗克站。

### 航空
距离圣让德韦达斯最近的民用航空站为蒙彼利埃机场，距离圣让德韦达斯市中心的公路里程约11公里。

### 城市公共交通
圣让德韦达斯是蒙彼利埃城市公共交通（商业名称为）的服务范围，后者是蒙彼利埃都会区的城市公共交通系统。截至2021年6月，该系统共包括四条有轨电车线路和数十条公交线路，其中有轨电车2号线和公交20路、32路、33路、43路经过圣让德韦达斯市区。

## 政治

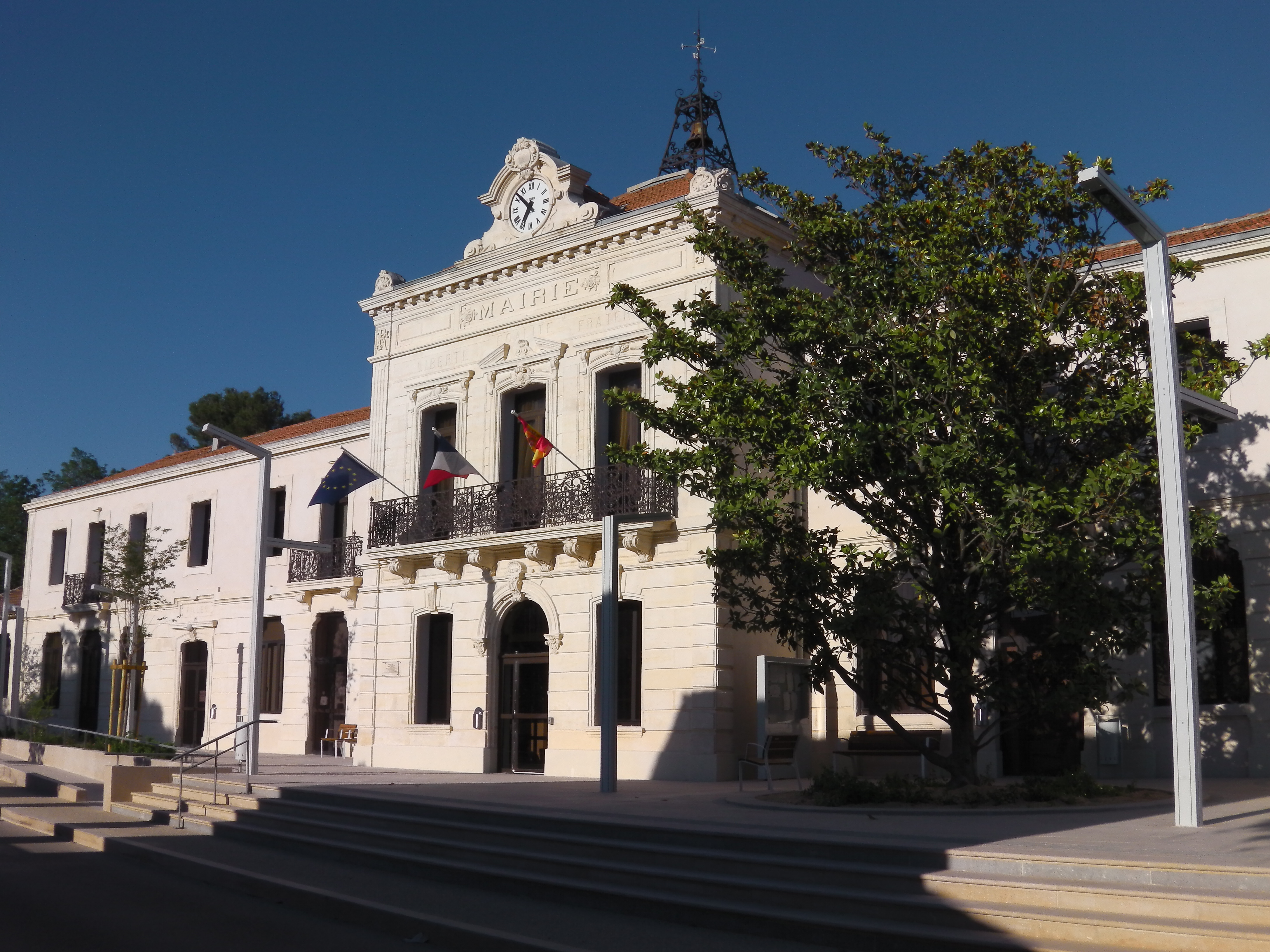
圣让德韦达斯市政厅

圣让德韦达斯的现任市长为弗朗索瓦·里奥先生（François Rio），他是一名左翼无党派人士，在2020年的市政选举中获得了45.09%的支持率。
在2017年的法国总统大选中，法国第25任总统埃马纽埃尔·马克龙在圣让德韦达斯获得了65.5%的支持率。

## 人口
2018年，圣让德韦达斯市镇人口数量为10,452，在法国排名第952位。其中男性4,802人，女性5,206人，75岁及以上人口占8%，外籍人口数量为2,036人，人口密度为811人/平方公里，当地居民被称为（男性）或（女性）。2019年，圣让德韦达斯境内出生140人，死亡人口78人。
| 年份   | 1936 | 1946 | 1954  | 1962  | 1968  | 1975  | 1982  | 1990  | 1999  | 2006  | 2007  | 2012  | 2018   |
| ------ | ---- | ---- | ----- | ----- | ----- | ----- | ----- | ----- | ----- | ----- | ----- | ----- | ------ |
| 人口數 | 956  | 986  | 1,149 | 1,772 | 2,086 | 3,529 | 4,284 | 5,390 | 8,056 | 8,585 | 8,653 | 8,549 | 10,452 |

## 经济
圣让德韦达斯是蒙彼利埃的一个近郊卫星城，截至2021年6月，当地共有各类用人单位2,920家，平均历史为13年，其中97.71%为中小型企业（PME）。（通讯）、（传媒）及（物流）是当地2019年营业额最高的三个企业，分别为115,577,541欧元、75,790,504欧元和55,279,779欧元。

## 财政收入
2019年，圣让德韦达斯的财政收入总额为12,571,900欧元，财政支出总额为10,707,400欧元，当年的债务总额为7,959,400欧元。2020年，圣让德韦达斯共获得28,512欧元的国家财政补助，比上一年减少了0.81%。
2017年，圣让德韦达斯的人均月收入总额为2,569欧元，其中高级职员为4,028欧元，低于法国平均水平（4,214欧元）；中级职员为2,487欧元，高于法国平均水平（2,353欧元）；普通职员为1,744欧元，亦高于法国平均水平（1,690欧元）。
2017年，圣让德韦达斯境内的青壮年（15至64岁）失业率为11.7%，当地59.4%的家庭拥有纳税资格，平均纳税4,391欧元，高于法国平均水平（3,888欧元）。

## 社会事务

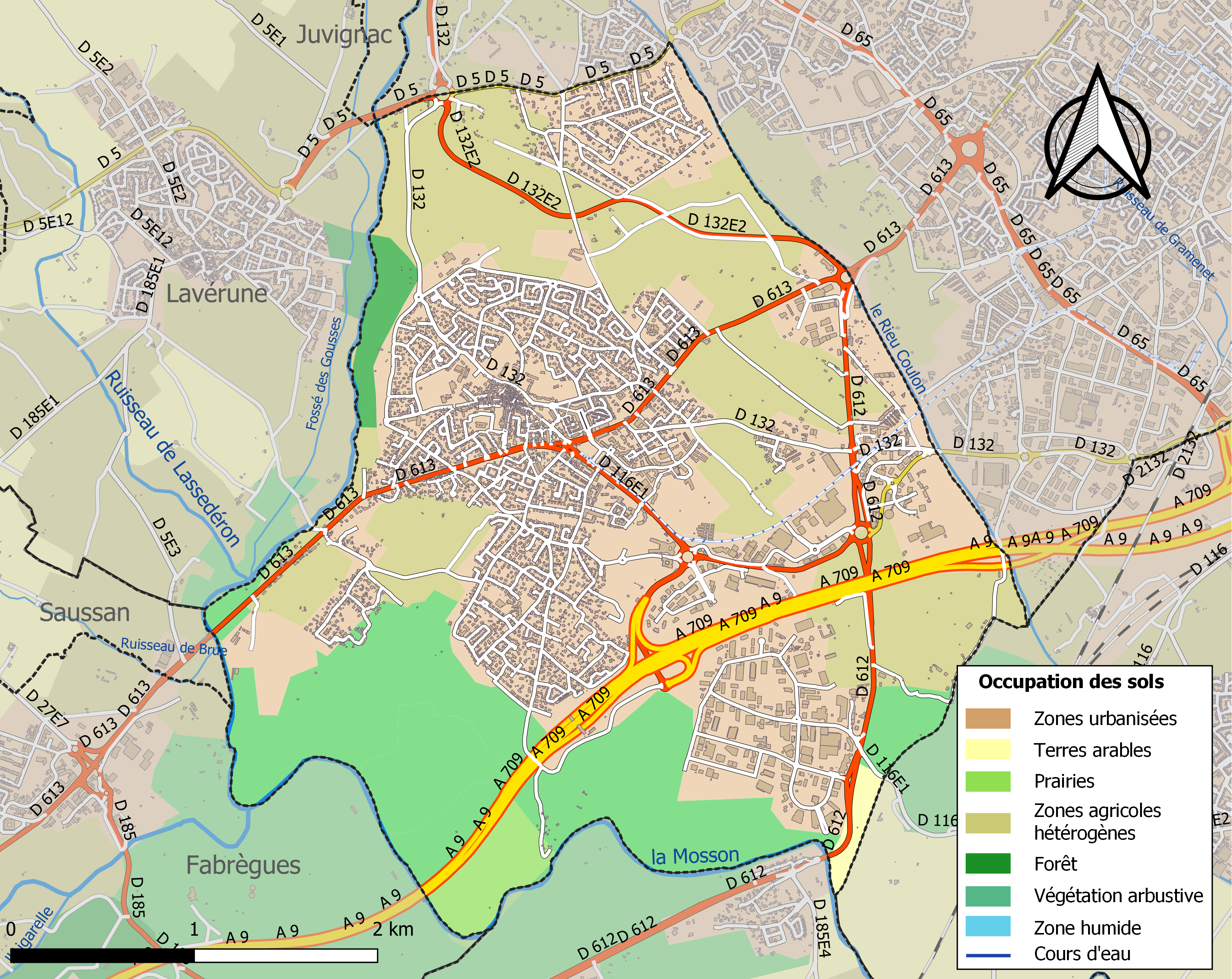
圣让德韦达斯土地利用情况地图

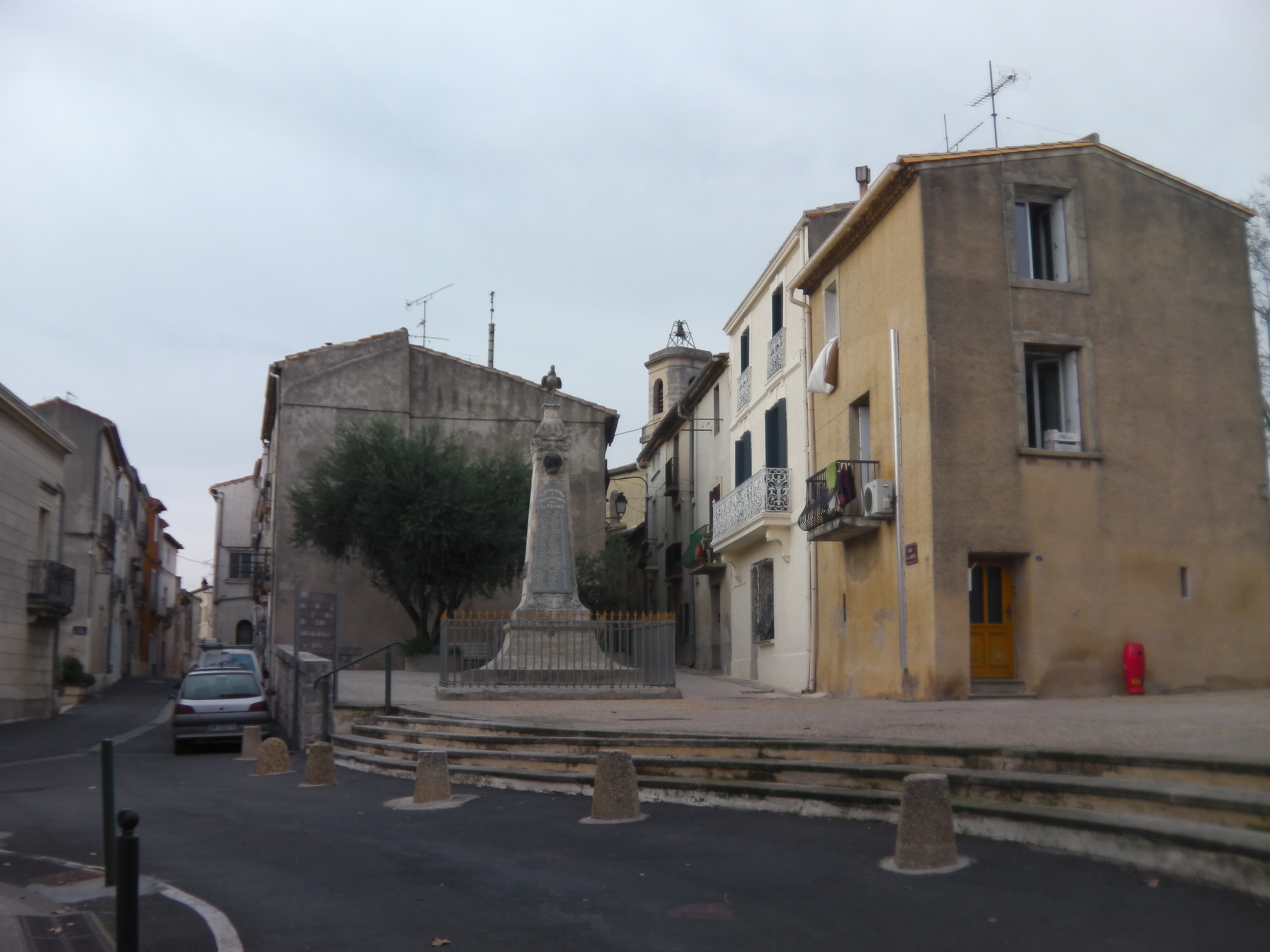
圣让德韦达斯镇中心的自由广场

### 教育
圣让德韦达斯属于蒙彼利埃学区。截止2019年1月1日，圣让德韦达斯境内共有3所幼儿园、5所小学和1所初级中学。 2018至2019学年度，圣让德韦达斯境内共有在校中等教育阶段学生602名。

### 医疗
截止2019年1月1日，圣让德韦达斯境内共有全科医生14名、保健师44名、牙医20名、护士35名、眼科医生6名、皮肤科医生2名、助产士2名和妇科医生1名。境内共有药房4家、养老院1家。
圣让德韦达斯距离蒙彼利埃大学中心医院主病区的正常车程在20分钟以内。

### 住房
2017年，圣让德韦达斯境内共有各类住房4,664套，其中69.7%为独立式居民区，30%为集中式居民区。常住房屋占圣让德韦达斯市镇范围内居民建筑总量的89.8%。
在住房保障政策方面，2017年，圣让德韦达斯境内共有651户家庭获得了住房经济补助，受益人数占总人口数量的6.5%，其中614份为房租补助。

### 商业
2019年，圣让德韦达斯境内共有各类实体商铺502家，其中餐厅59家、大型超市10家、杂货店1家、面包房10家、肉铺3家、书店1家、装饰品店8家、银行门店14家、美容美发店20家、汽车维修店51家。市区X部建有大型开放式商业街区。

### 体育
2019年，圣让德韦达斯境内共有1家游泳池、1间体育馆、1座综合体育场、13处网球场、2处足球或橄榄球场以及2处篮球或排球场。
截至2021年6月，圣让德韦达斯境内共有两支注册足球俱乐部。其中圣让德韦达斯竞技俱乐部（R.C. Védasien）是当地的代表性足球队，2021至2022赛季参加奥克西塔尼大区足球联赛。

### 环境
圣让德韦达斯的环境事务由其所属的公共社区负责。2019年，圣让德韦达斯境内暂无污染企业。

### 治安
2019年，圣让德韦达斯市镇范围内有1处宪兵队。
2014年，圣让德韦达斯及附近地区共发生各类案件6,977起，其中盗窃类案件4,721起，经济类案件656起，毒品交易类案件475起。

## 文化
2019年，圣让德韦达斯境内暂无任何文化设施。圣让德韦达斯市政府提供多媒体中心，向公众全年开放。

### 建筑
圣让德韦达斯境内的建筑大多建于20世纪以后。

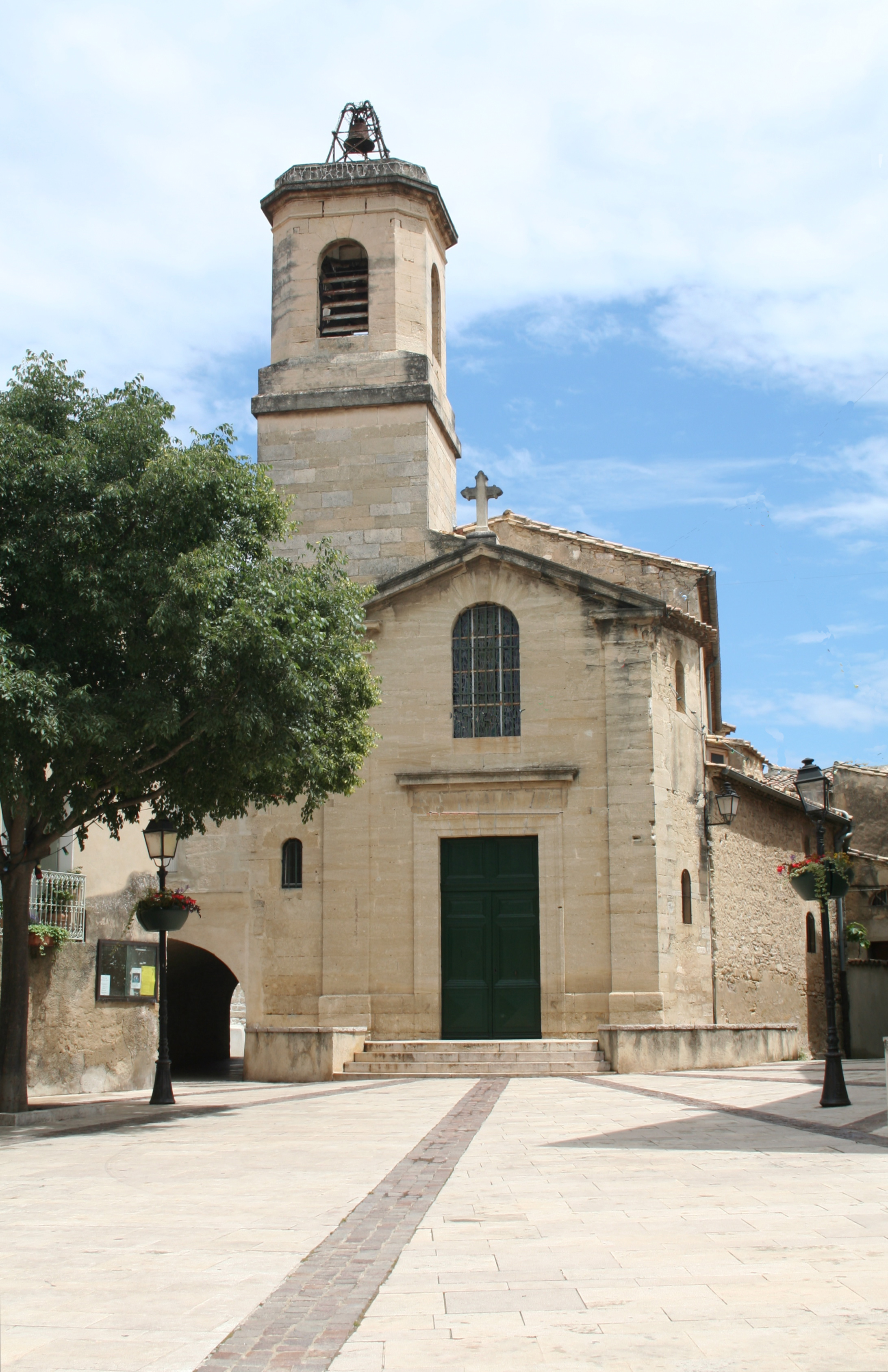
圣让德韦达斯教堂
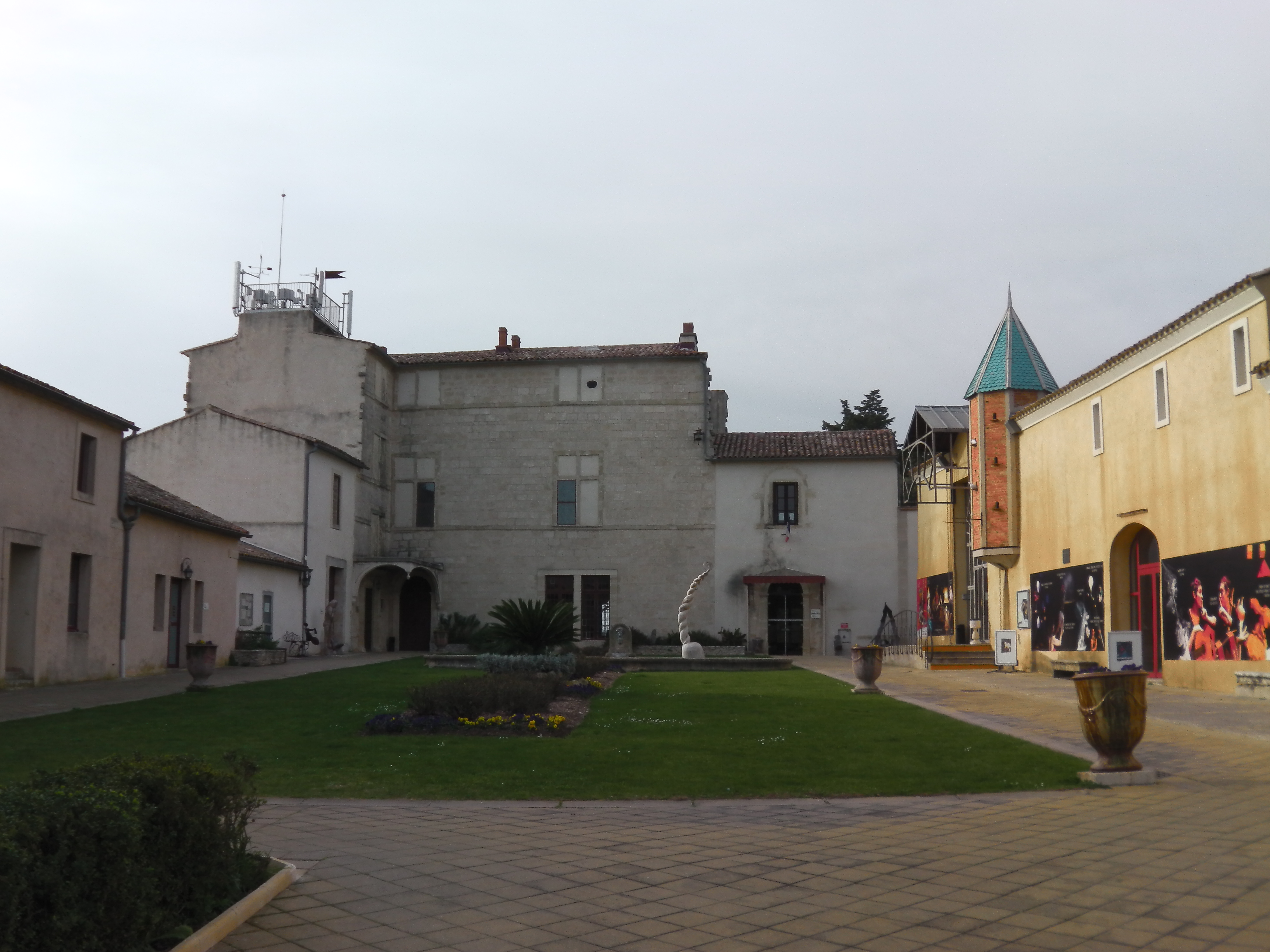
特拉勒城堡
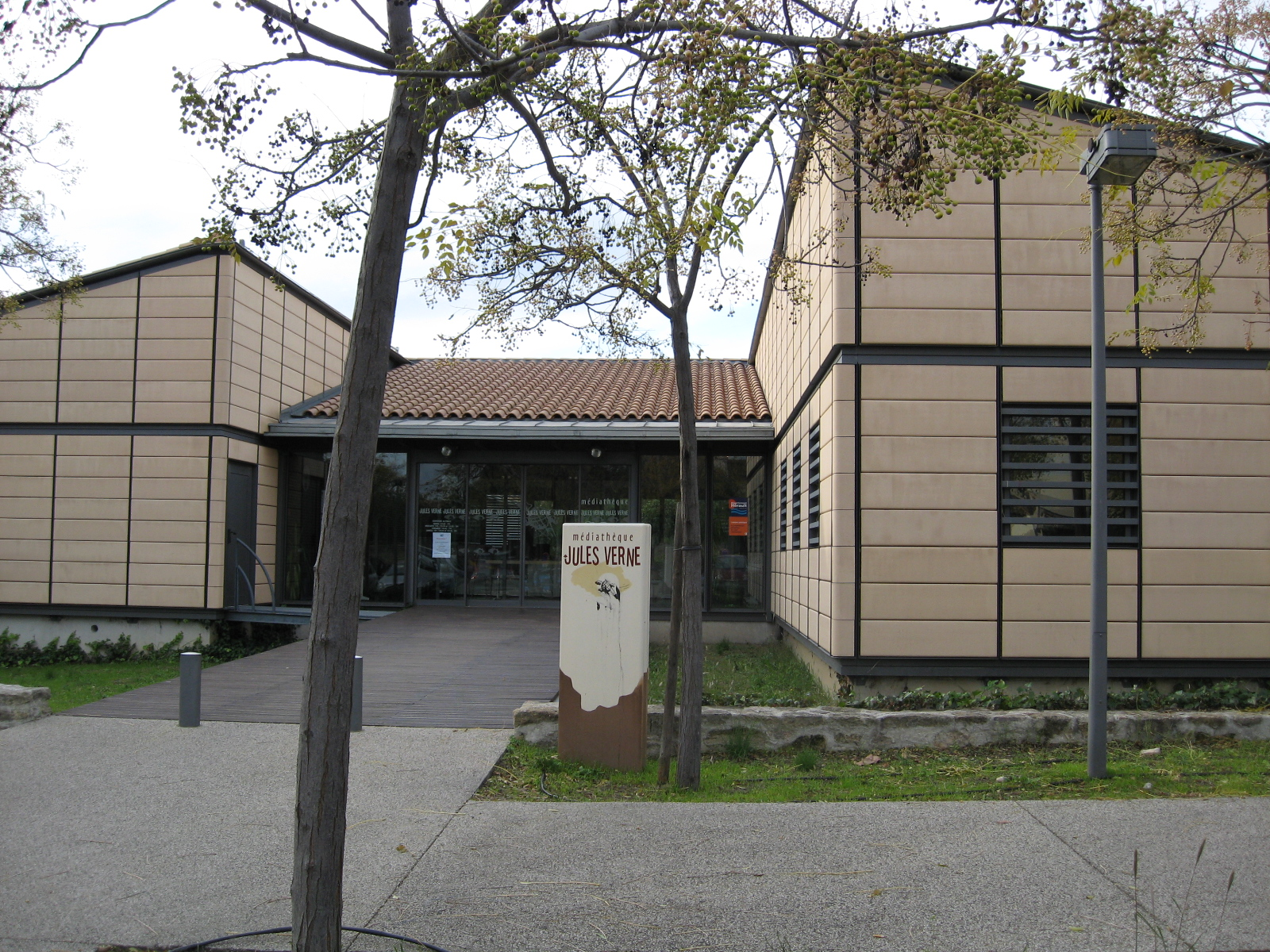
市政多媒体中心
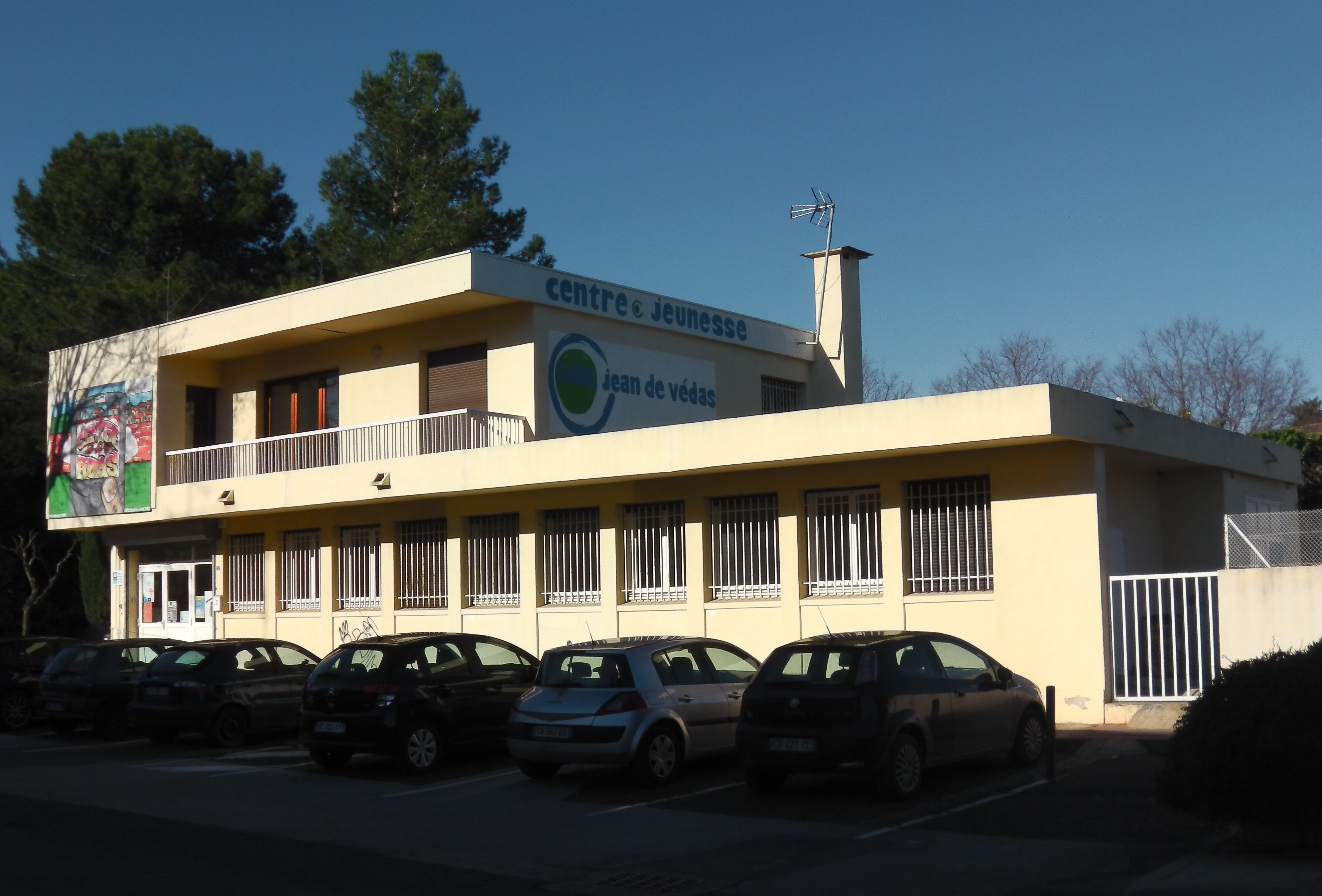
青少年宫
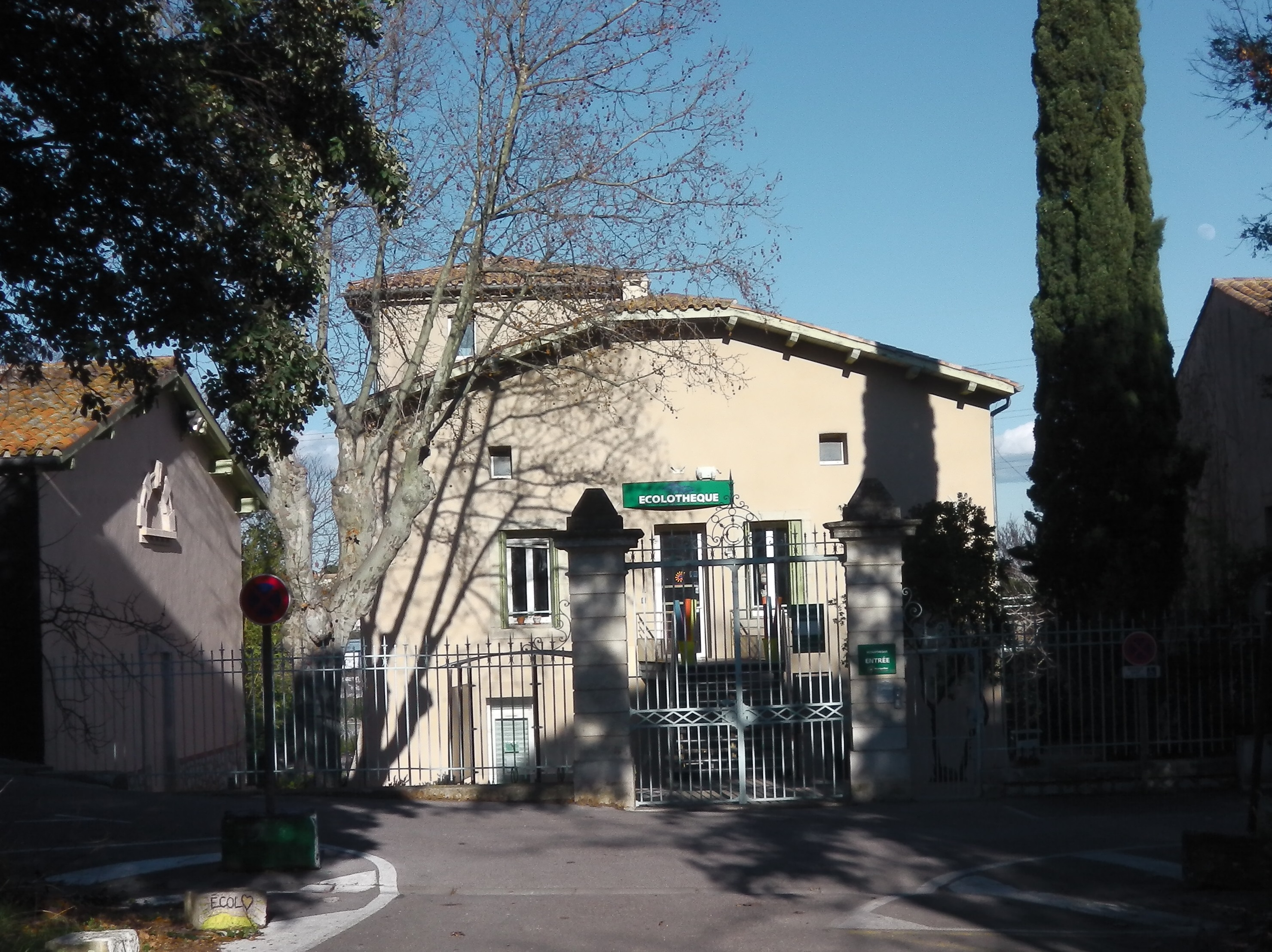
生态展示园
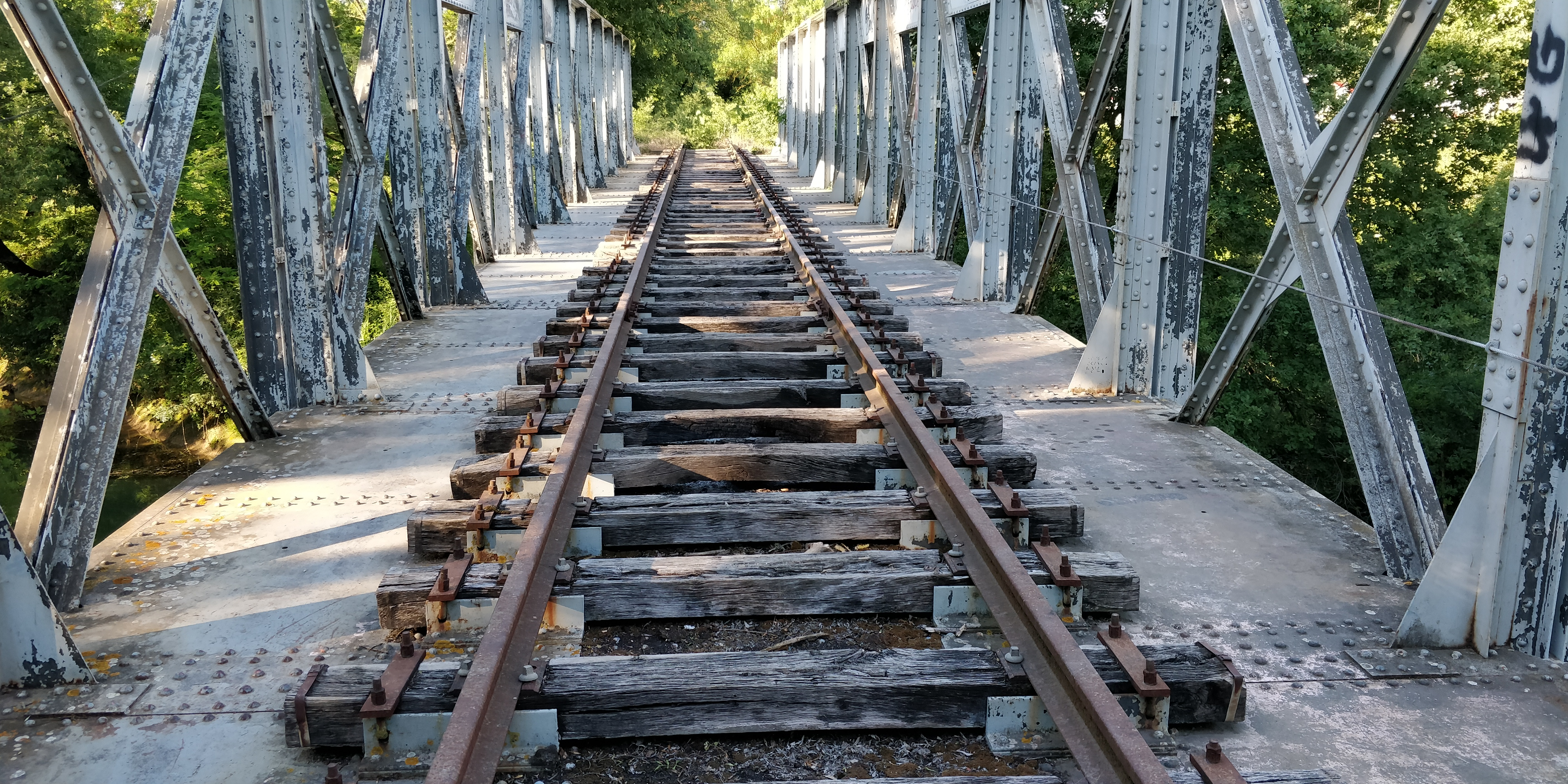
铁路桥旧址

### 旅游
圣让德韦达斯的旅游事务由其所属的公共社区负责。2020年，圣让德韦达斯境内共有9家酒店共计499间房间。

### 媒体
法国主要的媒体均可在圣让德韦达斯接收，法国电视三台下属的奥克西塔尼大区频道在部分时段播出圣让德韦达斯所属区域的地方新闻。法国南部大型地方媒体总部位于圣让德韦达斯。

## 友好城市
截至2021年6月，圣让德韦达斯共与一座城市互为友好城市关系：
- 西班牙 利夫里利亚